# Venâncio (homem claríssimo)
Venâncio (em latim: Venantius) foi um bizantino do século VI, ativo no reinado do imperador Justiniano (r. 527–565). Era nativo da Itália e pai de Deoferão e Tuliano. Sua família quiçá era aristocrática e senatorial e devia deter o título de homem claríssimo. Seus familiares eram muito poderosos na região da Lucânia e Brúcio.